# 川口橋 (長岡市)
川口橋（かわぐちばし）とは、新潟県長岡市西川口 - 東川口の魚野川に架かる新潟県道71号小千谷川口大和線の橋長226.1 m (メートル) の桁橋。

## 概要
- 形式 - 鋼4径間連続RC床版箱桁橋
- 橋長 - 226.10 m
  - 支間割 - 53.1 m+61.6 m+61.7 m+46.63 m
- 幅員
  - 総幅員 - 16.80 m
  - 有効幅員 - 16.0 m
  - 車道 - 9.0 m
  - 歩道 - 両側3.50 m
- 下部工 - 逆T式橋台2基[2]
- 基礎 - 直接基礎3基[2]
- 施工 - 駒井鉄工・日本車輌製造・高田機工JV
- 架設工法 - 手延べ送出し工法
- 開通 - 2009年（平成21年）6月11日[3][4][5]

## 歴史
1926年（大正15年）に初代の橋が架橋された。これは橋長203.6 m、幅員3.2 mの木造方杖橋であった。
1954年（昭和29年）10月に2代目の橋が開通した。これは橋長211.1 m、幅員5.5 mの2等橋で、構造形式はPC桁橋、ケーソン基礎であった。当初は歩道がなかったが交通安全確保のため、1971年（昭和46年）に歩道橋が設置された。
しかし、交通量の増加・老朽化のため1998年度（平成10年度）より新潟県により架け替え事業に着手した。事業費64億3400万を投じ2009年（平成21年）6月11日に新橋が開通した。